# Hypena kanupiensis
Hypena kanupiensis är en fjärilsart som beskrevs av Louis Beethoven Prout. Hypena kanupiensis ingår i släktet Hypena och familjen nattflyn. Inga underarter finns listade i Catalogue of Life.